# Fjodor Iwanowitsch Schaljapin

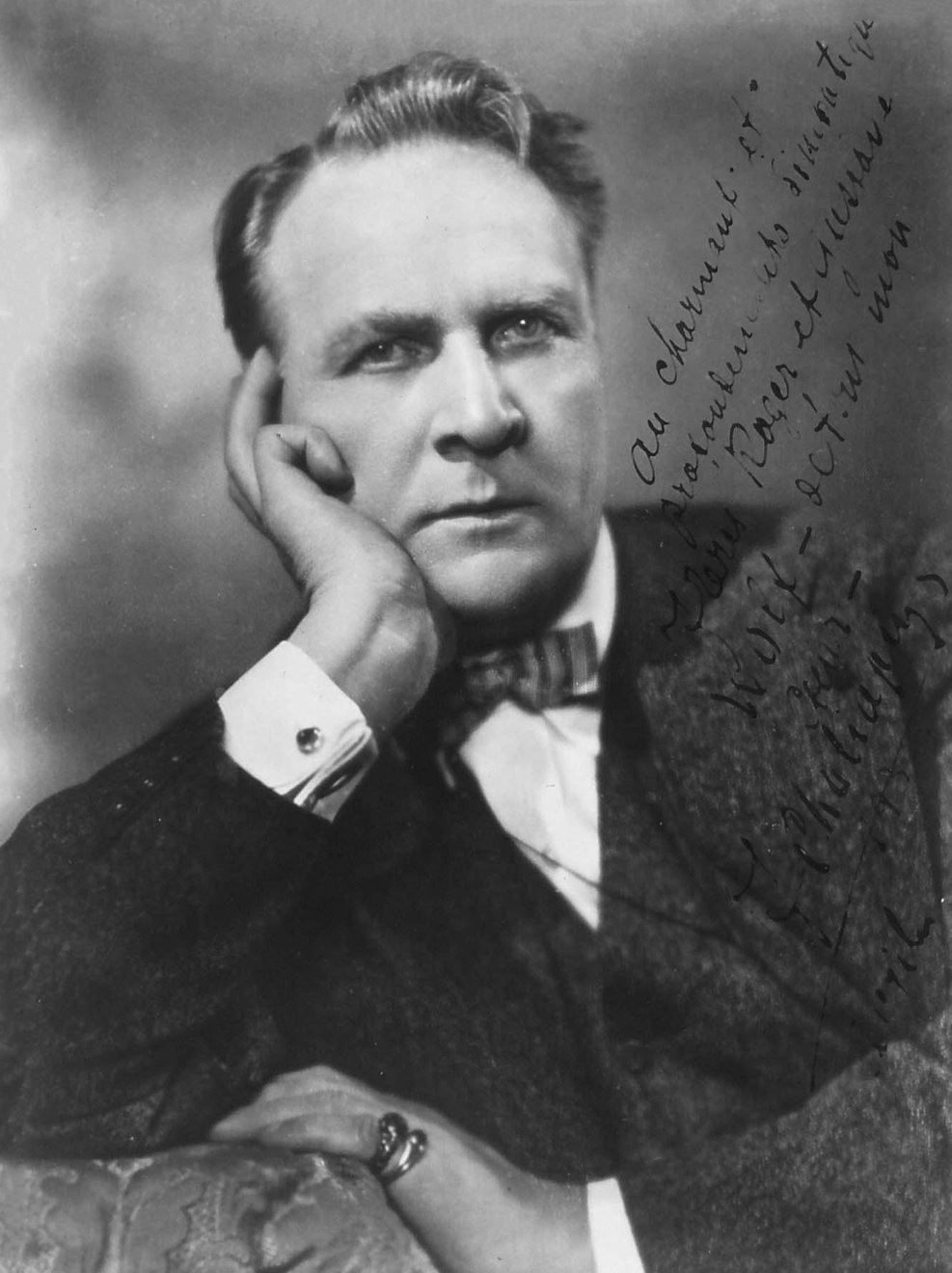
Fjodor Iwanowitsch Schaljapin

Fjodor Iwanowitsch Schaljapin (russisch Фёдор Ива́нович Шаля́пин, Aussprache: [ˈfʲɔˑdər ɪˈvaˑnəvʲɪtɕ ʂɐˈlʲaˑpʲɪn]; wiss. Transliteration Fëdor Ivanovič Šalâpin * 1. Februarjul. / 13. Februar 1873greg. bei Kasan, Russisches Kaiserreich; † 12. April 1938 in Paris) war ein russischer Opernsänger in der Stimmlage Bass.

## Leben und Wirken

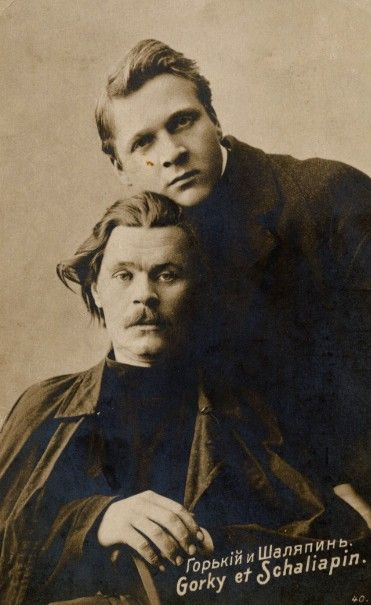
Fjodor Iwanowitsch mit Maxim Gorki, Ende 19. Jh.

Der Sohn eines armen Bauern hatte keine geregelte Ausbildung und anfangs nur wenig musikalische Übung. Erste Gesangsversuche unternahm er im Kirchenchor. 1894 debütierte er in Tiflis als Oberpriester in Giuseppe Verdis Aida, wechselte dann an das Mariinski-Theater in Sankt Petersburg. 1896 schloss er sich einer privaten Moskauer Opernbühne an, in der er als Boris Godunow und Iwan der Schreckliche auftrat.
1901 ging Schaljapin nach Westeuropa. Zunächst sang er an der Mailänder Scala und ab 1907 an der New Yorker Metropolitan Opera. Er wurde dort allerdings nicht sehr geschätzt und wechselte deshalb 1908 an die Pariser Oper. Ein Auftritt in New York wurde dann 1921 zum großen Erfolg. Diesmal blieb er in der Stadt und sang dort sechs Spielzeiten lang. 1926 verpflichtete ihn das Londoner Royal Opera House Covent Garden.
Seit 1921 trat Schaljapin nicht mehr im jungen Sowjetrussland auf, weil er mit dessen Politik nicht einverstanden war. Er betonte jedoch, dass er nicht anti-sowjetisch eingestellt sei. Dennoch wurde sein Ehrentitel des Volksartisten 1927 entzogen.
Neben seinem russischen Repertoire tat er sich als Méphistophélès in Gounods Faust, Don Basilio, Leporello und König Philip hervor. Schaljapin war von hünenhafter Gestalt und sang einen dunkel gefärbten kraftvollen Bass. Er war einer der ersten Sänger, die auf ein tiefergehendes psychologisches Verständnis ihrer Figuren im Opernschauspiel Wert legten. An seinem Singen beeindruckt vor allem die dramatische Intensität seines Vortrags, die wohl später nur von Maria Callas und wenigen anderen erreicht wurde.
1910 übernahm er in Monte Carlo die Hauptrolle in der Uraufführung des Don Quichotte von Jules Massenet. Er hat 1932/33 unter dem Regisseur Georg Wilhelm Pabst auch einen Film mit diesem Titel aufgenommen; Don Quichotte wurde auf Deutsch, Französisch und Englisch gedreht, immer mit Schaljapin in der Hauptrolle – eine zu dieser Zeit gängige Praxis, da Filme erst in den späten 1930er-Jahren synchronisiert werden konnten. Die deutsche Version des Films gilt als verschollen.
Schaljapin war seit 1898 mit der italienischen Ballerina Iola Tornaghi verheiratet und hatte sechs Kinder. Sein jüngster Sohn Fjodor Fjodorowitsch Schaljapin machte Karriere als Schauspieler.
Fjodor Iwanowitsch Schaljapin wurde zunächst in Paris beigesetzt; 1984 wurden seine sterblichen Überreste auf den Moskauer Nowodewitschi-Friedhof überführt. Mstislaw Rostropowitsch schrieb 1985, dass die Überführung wohl gegen Schaljapins Willen geschehen sei.

## Nachwirkung

Russische Gedenkmünze

Schaljapin gilt als berühmtester Bassist der ersten Hälfte des 20. Jahrhunderts. Seit 2000 findet jedes Jahr ein Schaljapin-Operngesangs-Festival auf der Krim statt.
Maxim Gorki, der mit Schaljapin befreundet war, schrieb ungewöhnlich enthusiastisch über ihn: „Dieser Mensch ist gelinde gesagt ein Genie. Da ist etwas Ungeheuerliches, das sich mit einer erschreckenden, teuflischen Gewalt die Menge untertan macht … Sogar wenn er den ganzen Abend nichts anderes sänge als ‚Herr, erbarme dich!‘ … diese Worte versteht er so zu singen, dass sie der Herr, falls es ihn gibt, unbedingt sofort vernehmen wird und sich augenblicklich eines jeden und jeglichen erbarmt oder die Erde in Staub und Asche verwandelt.“
Am 13. November 1993 wurde Schaljapin mit einer offiziellen silbernen Gedenkmünze von der noch jungen Russischen Föderation gewürdigt.

## Namensgebung
Schaljapin ist der Namensgeber des Schaljapin-Steaks, oder auch Steak Chaliapin genannt.
Es wurde 1936 in Japan erfunden, als Schaljapin dort auf einer Tournee Probleme mit seinen Zähnen bekam.

## Schriften
- Fyodor Ivanovich Chaliapin: Pages from My Life. Harper and Brothers, 1927
- Fyodor Ivanovich Chaliapin: Man and Mask: Forty Years in the Life of a Singer. Alfred A. Knopf, 1933
- Fyodor Ivanovich Chaliapin: An Autobiography as Told to Maxim Gorky. Macdonald, 1968